# Augusto Lara Sánchez
Augusto Lara Sánchez, alias 'El Ciego' (Río de Oro, 15 de marzo de 1938-Bogotá, 6 de febrero de 1986) periodista y guerrillero colombiano cofundador de la guerrilla del Movimiento 19 de abril.

## Biografía
Periodista, fue miembro del Partido Comunista y redactor del periódico Voz proletaria. trabajó en Radio Praga, en Checoslovaquia, hasta 1965 cuando vuelve al país. En 1967 fue detenido con otros miembros del Partido Comunista como Gilberto Vieira.

### Militancia en el M-19
Fue cofundador de la guerrilla del M-19 y miembro del Comando Político de la organización. El 26 de abril de 1976 fue detenido. En 1978 formó parte de la estructura Móvil del M-19 en Tolima. En 1979 tras el Robo de armas del Cantón Norte por el M-19, fue detenido y torturado por el Ejército Nacional en la brigada del General Miguel Vega Uribe en las Cuevas de Sacromonte junto a  Iván Marino Ospina, Carlos Pizarro, Álvaro Fayad, Carlos Duplat, Gustavo Arias Londoño ‘Boris’ y Vera Grabe, Israel Santamaría, Ramiro Lucio, entre otros. Fue preso político en la Cárcel La Picota.  En 1982 fue liberado gracias a la amnistía y el 6 de octubre se presenta en la Comisión Primera del Senado de la República con el fin de discutir el proyecto de amnistía, junto con los cuadros políticos del M-19: Andrés Almarales, Rodrigo Pérez, Carlos Emiro Mora, Alfonso Jacquin y Jaime Navarro.
La médica Olga López de Roldán, funcionaria del hospital San Juan de Dios de Bogotá, atendió a Lara Sánchez, fue víctima de torturas junto a su hija y estuvo en prisión por este hecho.

## Asesinato
El 6 de febrero de 1986, Lara Sánchez fue secuestrado frente al Teatro Embajador de Bogotá. Su cadáver fue encontrado el 9 febrero, baleado, maniatado y torturado. Aparentemente, el Comando Ricardo Franco fue el responsable de la muerte de Lara, lo cual no fue demostrado.
En 2014 se detuvo a Bernardo Alfonso Garzón Garzón, exagente de inteligencia del COICI-Comando Operativo de Inteligencia y Contrainteligencia del Batallón Charry Solano, por su vinculación con la muerte de Lara.